# Футсал репрезентација Србије
Репрезентација Србије у футсалу представља Србију у међународним такмичењима у футсалу и под контролом је Фудбалског савеза Србије. Наступа у мушком и женском саставу. ФИФА третира репрезентацију Србије као наследницу репрезентације СФР Југославије, СР Југославије и Србије и Црне Горе.
Играло се под разним именима:
- 1987—1992.  СФР Југославија
- 1992—2003.  СР Југославија
- 2003—2006.  Србија и Црна Гора
- 2006—  Србија

## Резултати репрезентације

### Европско првенство
| Година                         | Коло                  | Пласман               | ИГ                    | П                     | Н                     | ИЗ                    | ДГ                    | ПГ                    |
| ------------------------------ | --------------------- | --------------------- | --------------------- | --------------------- | --------------------- | --------------------- | --------------------- | --------------------- |
| СР Југославија (1996—2001)     |                       |                       |                       |                       |                       |                       |                       |                       |
| 1996.                          | Није се квалификовала | Није се квалификовала | Није се квалификовала | Није се квалификовала | Није се квалификовала | Није се квалификовала | Није се квалификовала | Није се квалификовала |
| 1999.                          | 1. коло               | –                     | 3                     | 0                     | 1                     | 2                     | 5                     | 10                    |
| 2001.                          | Није се квалификовала | Није се квалификовала | Није се квалификовала | Није се квалификовала | Није се квалификовала | Није се квалификовала | Није се квалификовала | Није се квалификовала |
| Србија и Црна Гора (2003—2005) |                       |                       |                       |                       |                       |                       |                       |                       |
| 2003.                          | Није се квалификовала | Није се квалификовала | Није се квалификовала | Није се квалификовала | Није се квалификовала | Није се квалификовала | Није се квалификовала | Није се квалификовала |
| 2005.                          | Није се квалификовала | Није се квалификовала | Није се квалификовала | Није се квалификовала | Није се квалификовала | Није се квалификовала | Није се квалификовала | Није се квалификовала |
| Србија (2007—)                 |                       |                       |                       |                       |                       |                       |                       |                       |
| 2007.                          | 1. коло               | –                     | 3                     | 1                     | 1                     | 1                     | 7                     | 8                     |
| 2010.                          | Четвртфинале          | –                     | 3                     | 2                     | 0                     | 1                     | 7                     | 8                     |
| 2012.                          | Четвртфинале          | –                     | 3                     | 1                     | 0                     | 2                     | 11                    | 12                    |
| 2014.                          | Није се квалификовала | Није се квалификовала | Није се квалификовала | Није се квалификовала | Није се квалификовала | Није се квалификовала | Није се квалификовала | Није се квалификовала |
| 2016.                          | Утакмица за 3. место  | 4. место              | 5                     | 3                     | 1                     | 1                     | 14                    | 10                    |
| 2018.                          | Четвртфинале          | –                     | 3                     | 0                     | 2                     | 1                     | 4                     | 6                     |
| 2022.                          | 1. коло               | –                     | 3                     | 1                     | 0                     | 2                     | 6                     | 12                    |
| Укупно                         | 7/12                  | 0 титуле              | 23                    | 8                     | 5                     | 10                    | 54                    | 66                    |

### Светско првенство
| Година                      | Коло                  | Пласман               | ИГ                    | П                     | Н                     | ИЗ                    | ДГ                    | ПГ                    |
| --------------------------- | --------------------- | --------------------- | --------------------- | --------------------- | --------------------- | --------------------- | --------------------- | --------------------- |
| СФР Југославија (1989—1992) |                       |                       |                       |                       |                       |                       |                       |                       |
| 1989.                       | Није се квалификовала | Није се квалификовала | Није се квалификовала | Није се квалификовала | Није се квалификовала | Није се квалификовала | Није се квалификовала | Није се квалификовала |
| 1992.                       | Квалификовала се1     | Квалификовала се1     | Квалификовала се1     | Квалификовала се1     | Квалификовала се1     | Квалификовала се1     | Квалификовала се1     | Квалификовала се1     |
| СР Југославија (1996—2000)  |                       |                       |                       |                       |                       |                       |                       |                       |
| 1996.                       | Није се квалификовала | Није се квалификовала | Није се квалификовала | Није се квалификовала | Није се квалификовала | Није се квалификовала | Није се квалификовала | Није се квалификовала |
| 2000.                       | Није се квалификовала | Није се квалификовала | Није се квалификовала | Није се квалификовала | Није се квалификовала | Није се квалификовала | Није се квалификовала | Није се квалификовала |
| Србија и Црна Гора (2004)   |                       |                       |                       |                       |                       |                       |                       |                       |
| 2004.                       | Није се квалификовала | Није се квалификовала | Није се квалификовала | Није се квалификовала | Није се квалификовала | Није се квалификовала | Није се квалификовала | Није се квалификовала |
| Србија (2008—)              |                       |                       |                       |                       |                       |                       |                       |                       |
| 2008.                       | Није се квалификовала | Није се квалификовала | Није се квалификовала | Није се квалификовала | Није се квалификовала | Није се квалификовала | Није се квалификовала | Није се квалификовала |
| 2012.                       | Осмина финала         | —                     | 4                     | 2                     | 1                     | 1                     | 13                    | 7                     |
| 2016.                       | Није се квалификовала | Није се квалификовала | Није се квалификовала | Није се квалификовала | Није се квалификовала | Није се квалификовала | Није се квалификовала | Није се квалификовала |
| 2021.                       | Осмина финала         | —                     | 4                     | 1                     | 0                     | 3                     | 14                    | 11                    |
| 2024.                       | Није се квалификовала | Није се квалификовала | Није се квалификовала | Није се квалификовала | Није се квалификовала | Није се квалификовала | Није се квалификовала | Није се квалификовала |
| Укупно                      | 2/10                  | 0 титуле              | 8                     | 3                     | 1                     | 4                     | 27                    | 18                    |

Напомене:
1 Квалификовала се, али јој није било дозвољено да учествује због санкција током југословенских ратова.

## Састав репрезентације

### Мушкарци
Састав на ЕП 2016.
| Број | Име и презиме                 | Датум рођења        | Клуб            |
| ---- | ----------------------------- | ------------------- | --------------- |
| 1    | Миодраг Аксентијевић (голман) | 22. јул 1983.       | КМФ Тјумењ      |
| 12   | Немања Момчиловић (голман)    | 15. април 1991.     | КМФ Никарс      |
| 2    | Марко Перић                   | 5. фебруар 1984.    | Каос футсал     |
| 3    | Александар Живановић          | 24. јул 1988.       | КМФ Деус        |
| 4    | Стефан Ракић                  | 22. новембар 1993.  | КМФ Информатика |
| 5    | Марко Радовановић             | 10. октобар 1991.   | КМФ Економац    |
| 6    | Душан Милојевић               | 6. март 1986.       | КМФ Калча       |
| 7    | Слободан Јањић                | 17. фебруар 1987.   | КМФ Информатика |
| 8    | Марко Пршић                   | 13. септембар 1990. | КМФ Економац    |
| 9    | Владимир Лазић                | 19. јун 1986.       | КМФ Тулпар      |
| 10   | Младен Коцић                  | 22. октобар 1988.   | КМФ Национал    |
| 11   | Милош Симић                   | 12. август 1989.    | КМФ Економац    |
| 13   | Милош Стојковић               | 3. октобар 1991.    | КМФ Економац    |
| 14   | Слободан Рајчевић             | 28. фебруар 1985.   | КМФ Ал Мајаден  |

### Жене
Женска А селекција је основана у мају 2018. године. 

Селектор: Дејан Мајес. Тренери: Владимир Јовановић и Паја Градић. Физиотерапеут: Маја Радојчин. Доктор: Мирослав Николић.
| Број | Име и презиме            | Датум рођења        | Клуб              |
| ---- | ------------------------ | ------------------- | ----------------- |
| 1    | Тамара Јелић (голманка)  | 19. август 1989.    |                   |
| 2    | Андријана Тришић         | 2. септембар 1994.  | СФК 2000 Сарајево |
| 3    | Јована Стојановић        | 10. фебруар 1995.   |                   |
| 4    | Марија Армуш (капитенка) | 28. децембар 1993.  | ЖМНК Метеора      |
| 5    | Марија Вуковић           | 25. март 1990.      |                   |
| 6    | Тијана Милошевић         | 14. април 1994.     |                   |
| 7    | Ивана Малијар            | 7. новембар 1997.   |                   |
| 8    | Марина Радовановић       | 22. мај 1995.       |                   |
| 9    | Барбара Изгаревић        | 16. септембар 1994. | ЖМНК Метеора      |
| 10   | Марија Крунић            | 4. јун 1990.        |                   |
| 11   | Емилија Симић            |                     |                   |
| 12   | Мила Дујовић (голманка)  | 27. март 1993.      |                   |
| 13   | Тамара Димитријевић      | 5. октобар 1997.    |                   |
| 14   | Злата Милановић          | 23. јул 1997.       |                   |
| 15   | Милена Чановић           | 19. април 1990.     |                   |
| 16   | Милица Андрић            |                     |                   |
| 17   | Николина Батинић         | 5. децембар 2001.   |                   |
| 18   | Мина Чавић               |                     |                   |
| 19   | Нина Чавић               | 20. јул 2003.       |                   |